# Indykpol
Indykpol – jeden z największych polskich producentów wyrobów drobiarskich; polski lider w produkcji mięsa indyczego; grupa kapitałowa. Kontrolę nad działalnością grupy sprawuje Indykpol SA z siedzibą w Olsztynie, spółka notowana na GPW.

## Działalność
Indykpol został założony w 1991 na bazie sprywatyzowanych Olsztyńskich Zakładów Drobiarskich. Od 1993 działa jako spółka akcyjna. 12 października 1994 zadebiutował na GPW. W skład przedsiębiorstwa wchodzi zakład produkcyjny w Olsztynie oraz kompleks fermowy we Frednowach. W Olsztynku działa spółka zależna, Nutripol Sp. z o.o., zajmująca się produkcją pasz zwierzęcych. 16 stycznia 2020 roku, Nadzwyczajne Walne zgromadzenie akcjonariuszy podjęło uchwałę w sprawie wycofania akcji Spółki z obrotu na rynku regulowanym prowadzonym przez Giełdę Papierów Wartościowych w Warszawie S.A. W pierwszym półroczu 2024 roku, Indykpol został przejęty przez Drosed Holding S.A., jednego z głównych uczestników rynku produktów drobiowych w Polsce. Transakcja ta jest zgodna z kierunkami rozwoju strategicznego Grupy Drosed, która planuje rozszerzenie swojej oferty o mięso indycze, wędliny i przetwory z indyka.

### W Niemczech
10 stycznia 2005 Indykpol powołał w Berlinie spółkę Indykpol GmbH do prowadzenia dystrybucji na rynku niemieckim. Według prezesa Indykpolu Piotra Kulikowskiego przedsiębiorstwo stało się głównym dostawcą mięsa do jednej z największych niemieckich sieci handlowych, jednak z powodu nacisków konkurenta postanowiono ostatecznie o ograniczeniu skali działalności w Niemczech. Do 2013 istniała w Niemczech spółka zależna Indykpolu, Eurolab GmbH z siedzibą w Guben. W styczniu 2013 zgromadzenie wspólników podjęło decyzję o rozwiązaniu Eurolab GmbH, gdyż ze względu na obowiązującą w UE swobodę przepływu towarów stała się ona zbędna.

### W Rosji
W 2007 w Wierchniem Usłonie k. Kazania Indykpol powołał spółkę Wołżańskie Delikatesy, która zajmuje się prowadzeniem kompleksu fermowo-przetwórczego.